# Snellmaninkatu
Snellmaninkatu (suédois : Snellmansgatan), anciennement Nikolainkatu, est une rue du quartier de Kruununhaka à Helsinki en Finlande.

## Présentation
La rue s’appelait auparavant Nikolainkatuen l'honneur de l'empereur Nicolas Ier. 
En 1928, elle est renommée en l'honneur de Johan Vilhelm Snellman dont la statue est érigée devant la banque de Finlande située place Snellmaninaukio.
La rue commence au sud d'Aleksanterinkatu et passe le longe la place du Sénat après le Palais du Conseil d'État. 
Les îlots situés entre Unioninkatu et Snellmaninkatu comprennent la cathédrale d'Helsinki, le bâtiment principal de la Banque de Finlande et les Archives nationales.

## Croisements du nord au sud
- Siltavuorenpenger
- Oikokatu
- Liisankatu
- Vironkatu
- Rauhankatu
- Kirkokatu
- Hallituskatu
- Aleksanterinkatu

## Lieux et monuments
Parmi les monuments et lieux remarquables de la rue:
- Siltavuori

- Snellmaninkatu 1A, Palais du Conseil d'État, Carl Ludvig Engel, 1822
- Snellmaninkatu 2, Musée de la monnaie, Johan Jacob Ahrenberg, 1903
- Snellmaninkatu 3-5, Carl Albert Edelfelt, 1869
- Snellmaninkatu 6, FIN-FSA, Ernst Bernhard Lohrmann, 1853
- Snellmaninkatu 8, Archives nationales, Gustaf Nyström, 1890
- Snellmaninkatu 9–11, Palais des États, Gustaf Nyström,  1890
- Snellmaninkatu 12, Pauli Salomaa, 1946
- Snellmaninkatu 15, Richard Willman, 1907
- Snellmaninkatu 17, "Virola", Heikki Kaartinen, 1911
- Snellmaninkatu 25, Jussi Paatela et Toivo Paatela, 1927
- Snellmaninkatu 27, Wäinö Gustaf Palmqvist, 1924

## Galerie

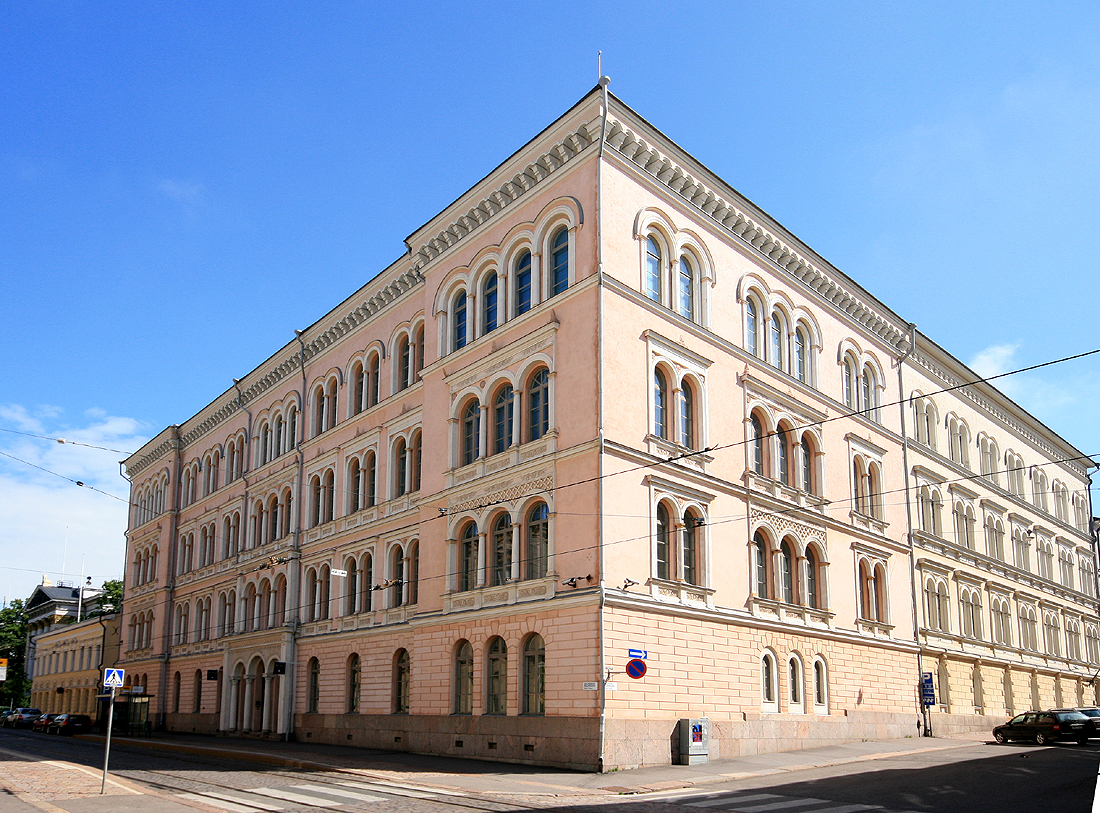
Arppeanum
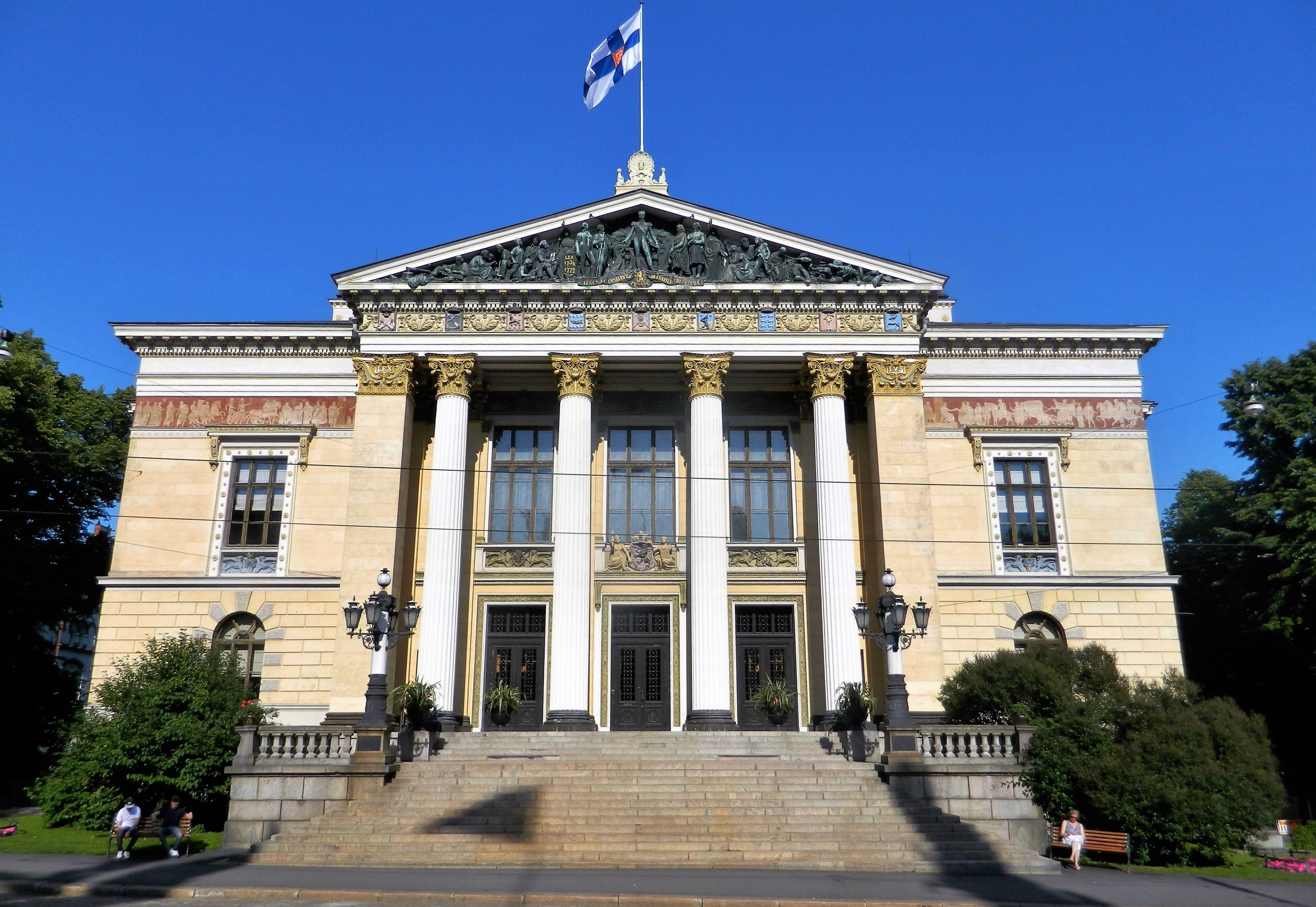
Palais des États
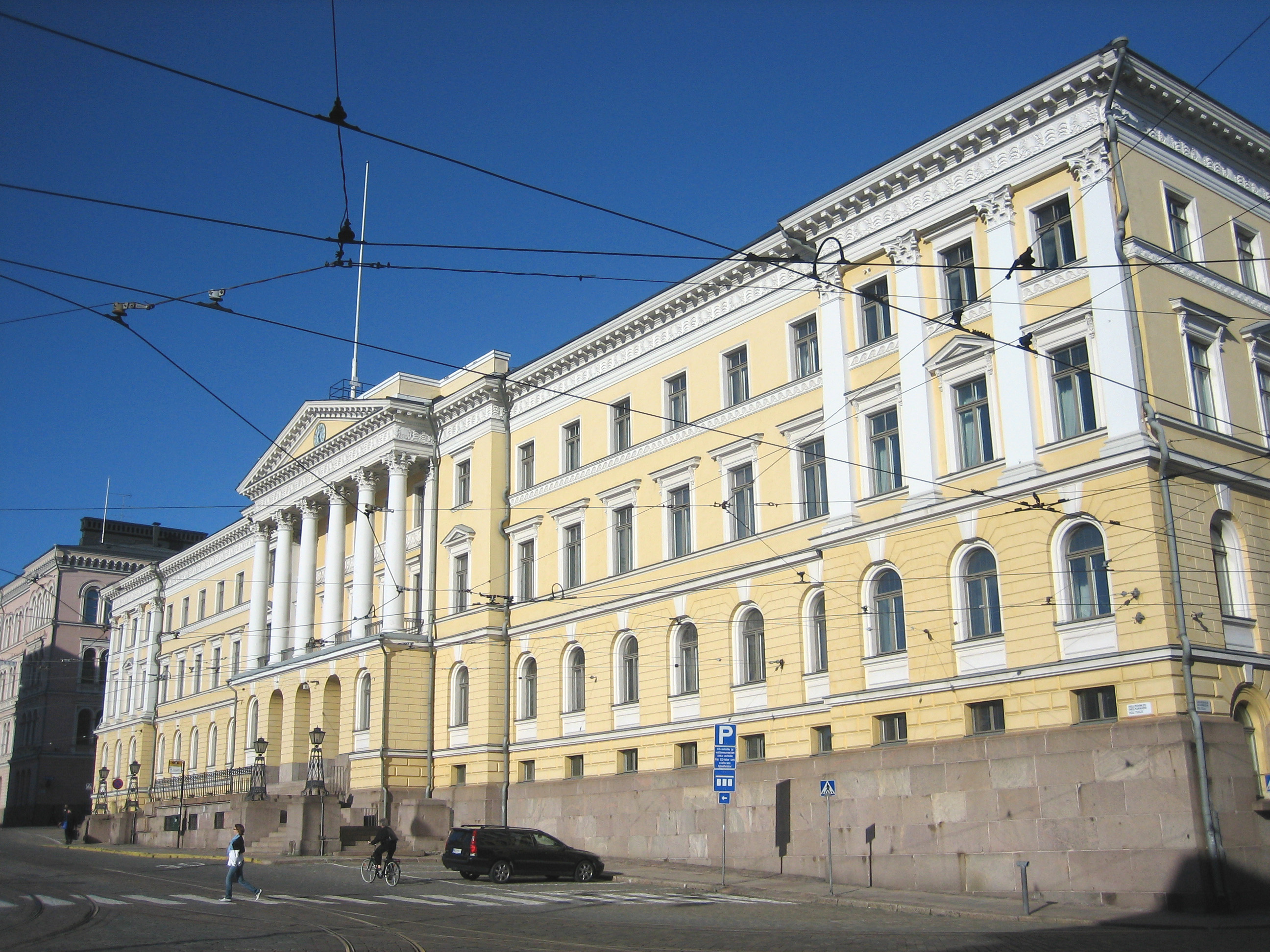
Palais du Conseil d'État

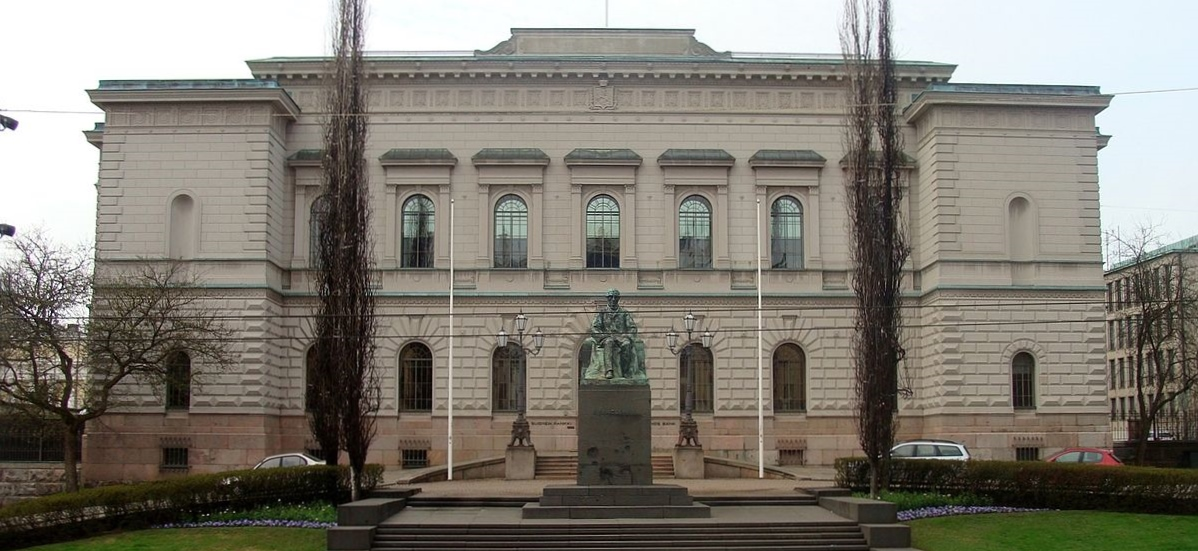
Banque de Finlande.
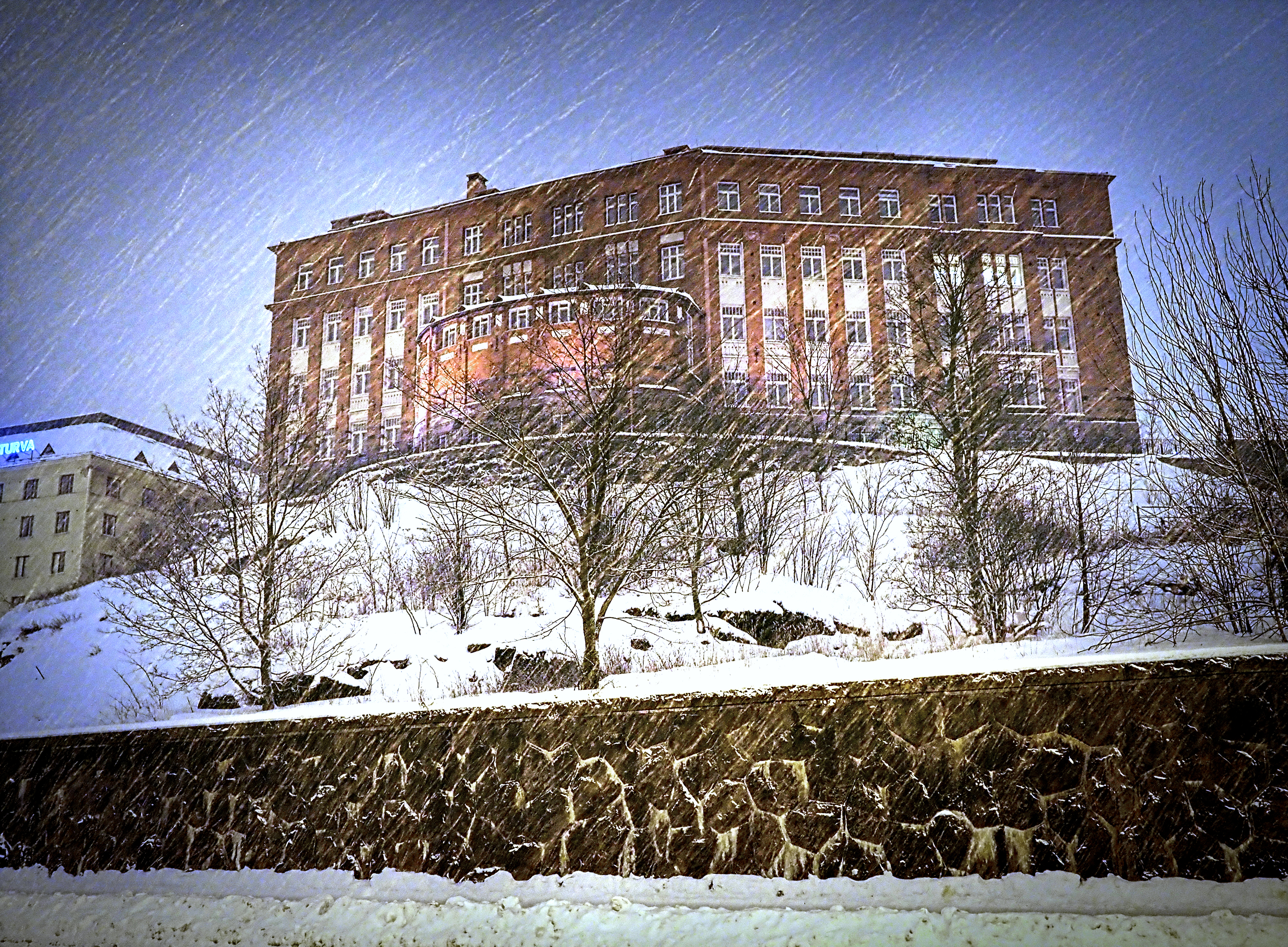
Psychologicum à Siltavuori.
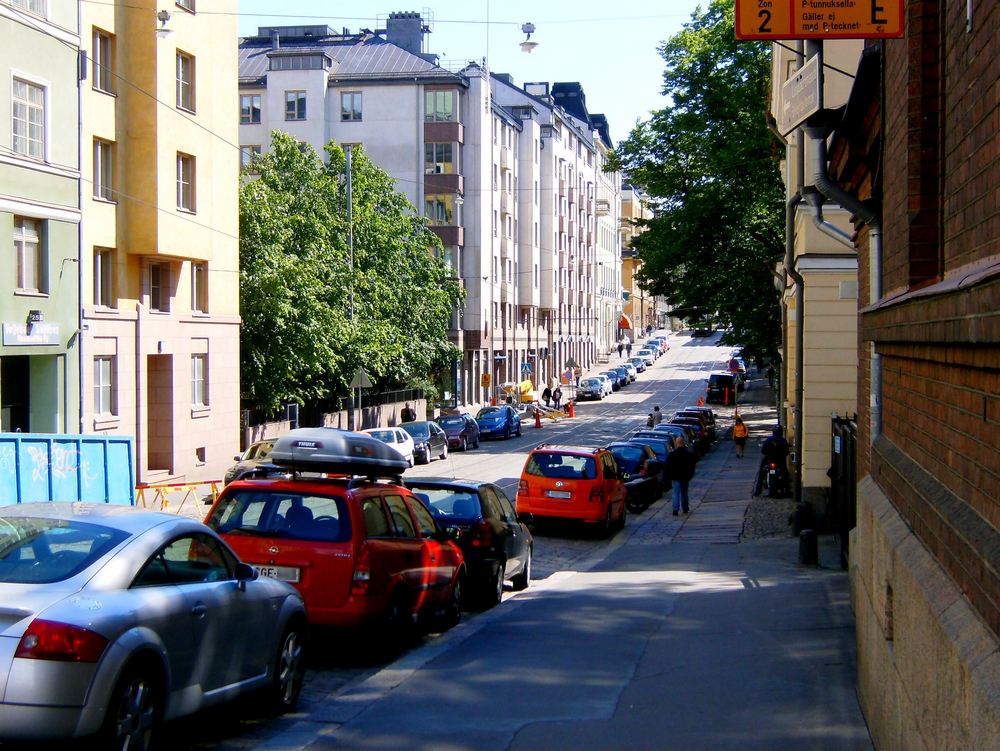
Snellmaninkatu.